# Франкфуртская рождественская ярмарка
Рождественская ярмарка во Франкфурте (нем. Frankfurter Weihnachtsmarkt или Christkindchesmarkt) проводится ежегодно во время Адвента в старом городе Франкфурта-на-Майне. Это одна из крупнейших рождественских ярмарок в Германии, которую посещают около трех миллионов человек, и одно из ярких событий в ежегодном календаре городских событий. Она начинается не раньше понедельника перед началом Адвента и всегда заканчивается 22 декабря.

## История

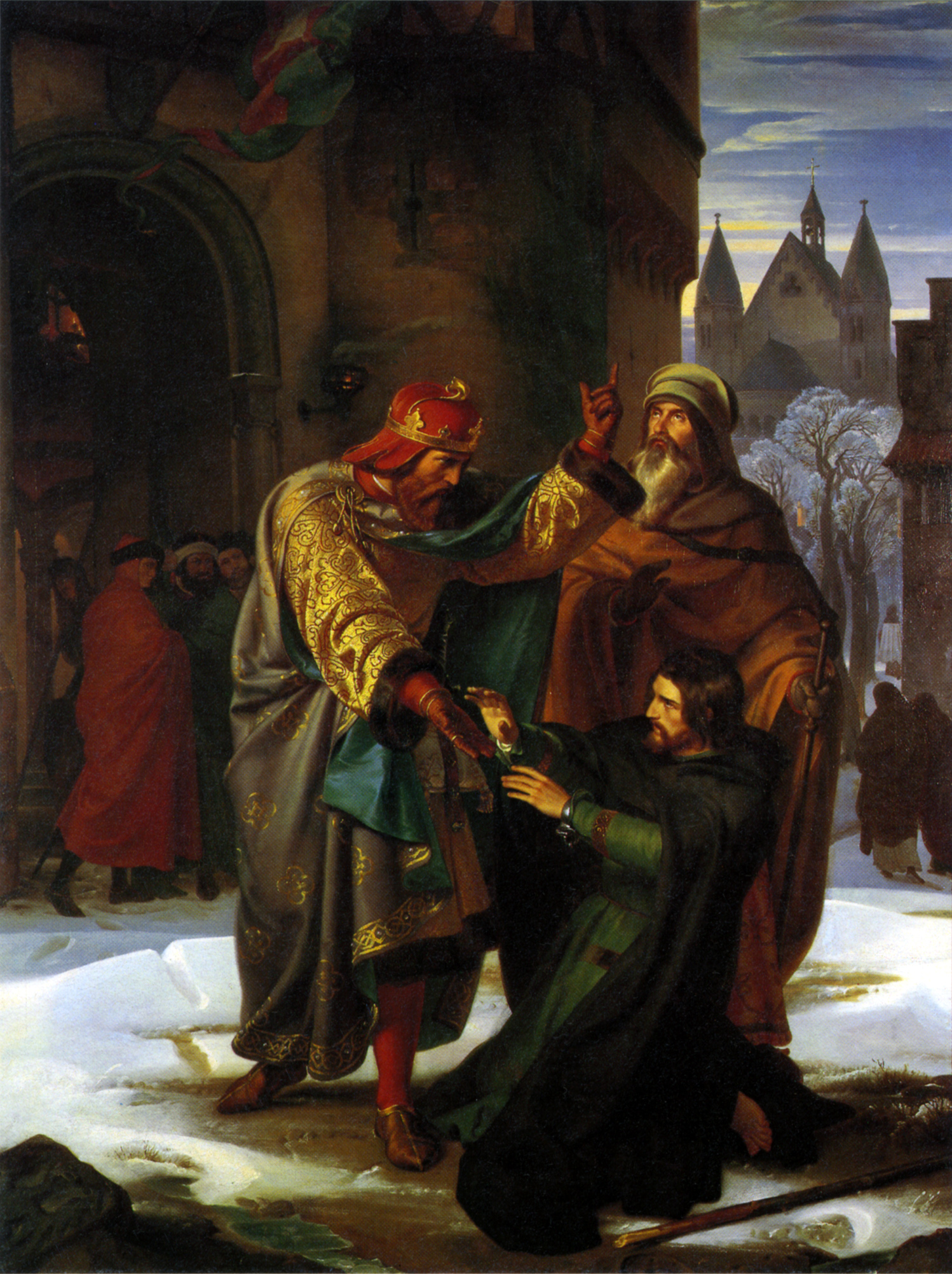
Примирение короля Оттона и его брата Генриха на Рождество 941 года во Франкфурте.
(картина Альфреда Ретеля, 1840)

Рождественская ярмарка во Франкфурте впервые упоминается в документе 1393 года. В средние века Рождество не имело такого сугубо праздничного значения, как сегодня. Рождественский базар был в первую очередь призван дать горожанам возможность запастись предметами первой необходимости до наступления самой холодной части зимы. В отличие от обычных городских ярмарок, сторонним торговцам не разрешалось продавать свои товары на рождественской ярмарке, торговать могли только граждане Франкфурта.
В средние века на рождественской ярмарке также ставились мистерии, возможно, впервые с 941 года. В тот год король Отто I гостил в Королевском дворце Франкфурта на Рождество и служил рождественскую мессу в Сальваторкирхе. Когда он выходил из церкви, его брат-отступник Генрих упал перед ним на колени и попросил прощения. Отто помирился с ним. Художник Альфред Ретель изобразил эту сцену в 1840 году. Картина сейчас находится в Историческом музее Франкфурта.
В XIX веке рождественский базар постепенно приблизился к тому, чем он является сегодня. Стало обычным ставить и украшать рождественские ёлки, и саксонские торговые дома имели привилегию продавать рождественские ели в римских залах городской Ратуши. Кроме того, согласно решению магистрата, на ярмарке «предлагаться и продаваться могут только настоящие рождественские товары, такие как: детские игрушки, рождественские елки и рождественские сады, пряники и кондитерские изделия…»

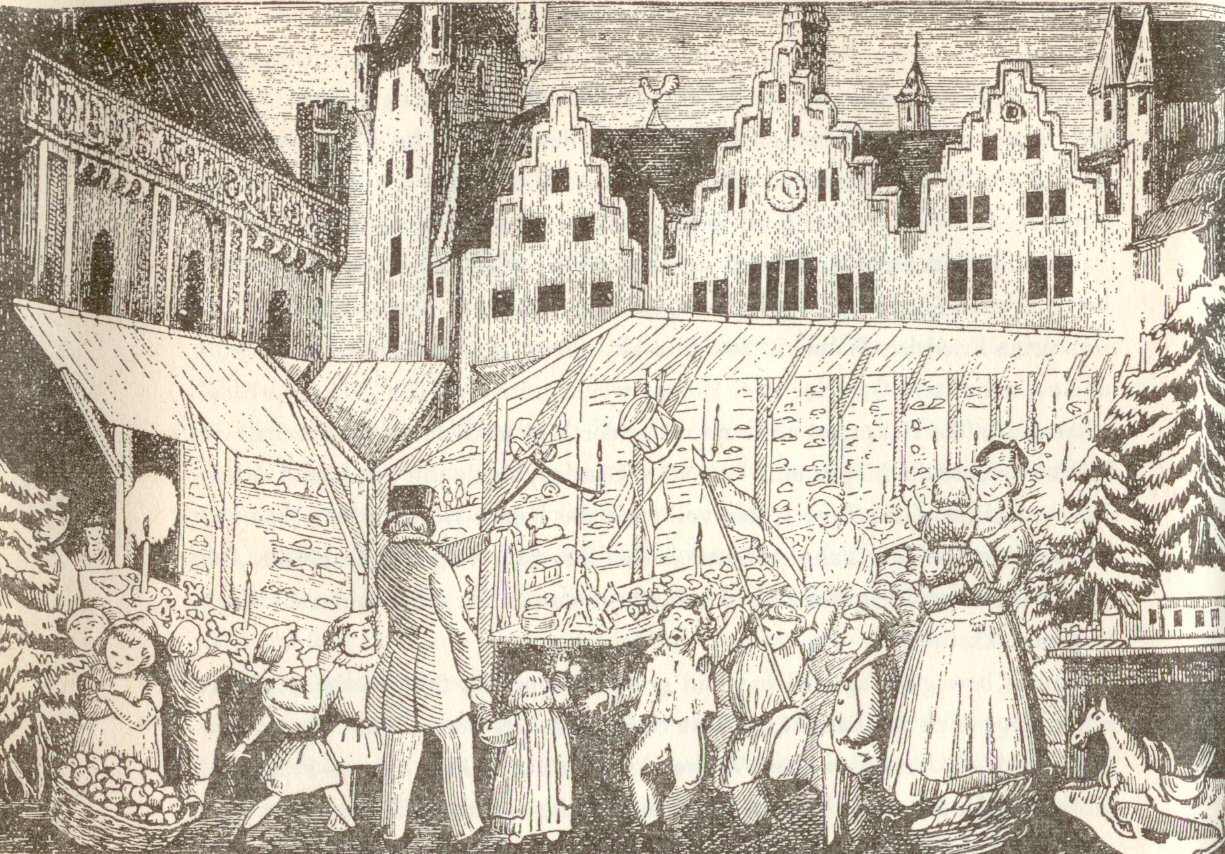
Рождественский базар в середине XIX века
(Рисунок Генриха Гофмана, 1851)

Иллюстрации того времени показывают картину, аналогичную сегодняшней: маленькие ларьки, толпящиеся вместе на Рёмерберге. В 1851 году Генрих Гофман, автор «Штрувельпетера», опубликовал свой вариант рождественской сказки «Король Щелкунчик». Первое издание было проиллюстрировано рисунком автора, изображающим рождественскую ярмарку во Франкфурте.
Примерно в 1870 году в Зайфене в Рудных горах на основе модели короля Щелкунчика из книжки с картинками были созданы первые точёные щелкунчики, которые сегодня являются одними из самых популярных игрушек, предлагаемых на рождественской ярмарке.
Во время Второй мировой войны исторический фон рождественской ярмарки был разрушен в результате налетов союзников на Франкфурт. В послевоенный период рождественские ярмарки проходили в разных местах города, поскольку Рёмерберг долгое время был строительной площадкой во время строительства метро в конце 1960-х — начале 1970-х годов. Лишь с 1970-х годов рождественский базар снова смог занять свое традиционное место. После реконструкции исторического восточного ряда Зоннтагсберга в 1983 году он превратился в туристическую достопримечательность.
Из-за пандемии COVID-19 в Германии город Франкфурт отменил рождественскую ярмарку 2020 года. Организаторы представили широкий спектр цифрового контента в виде онлайн-рождественской ярмарки в Интернете.

## Рождественские мероприятия

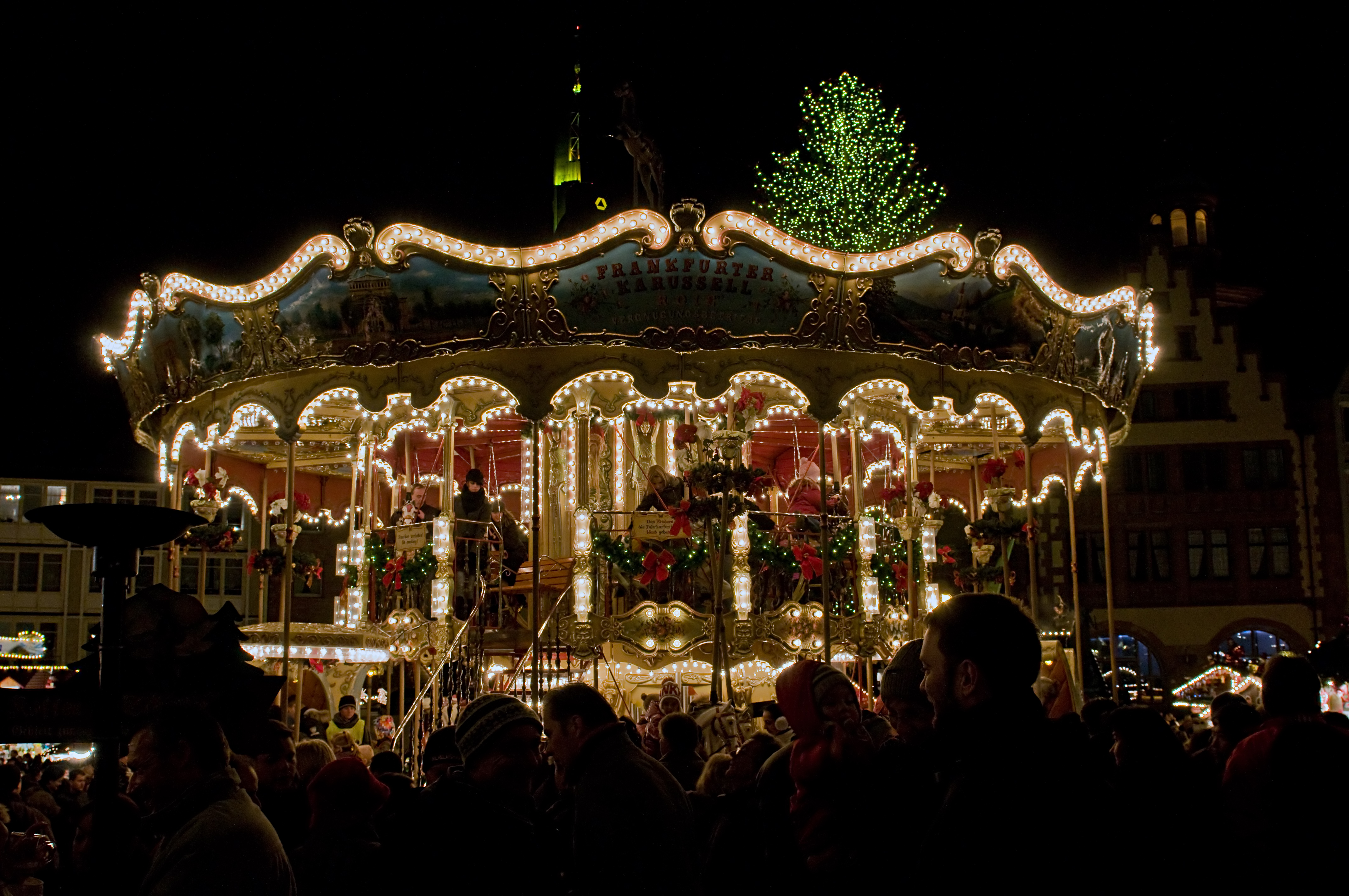
Карусель на Ремерберге, 2010

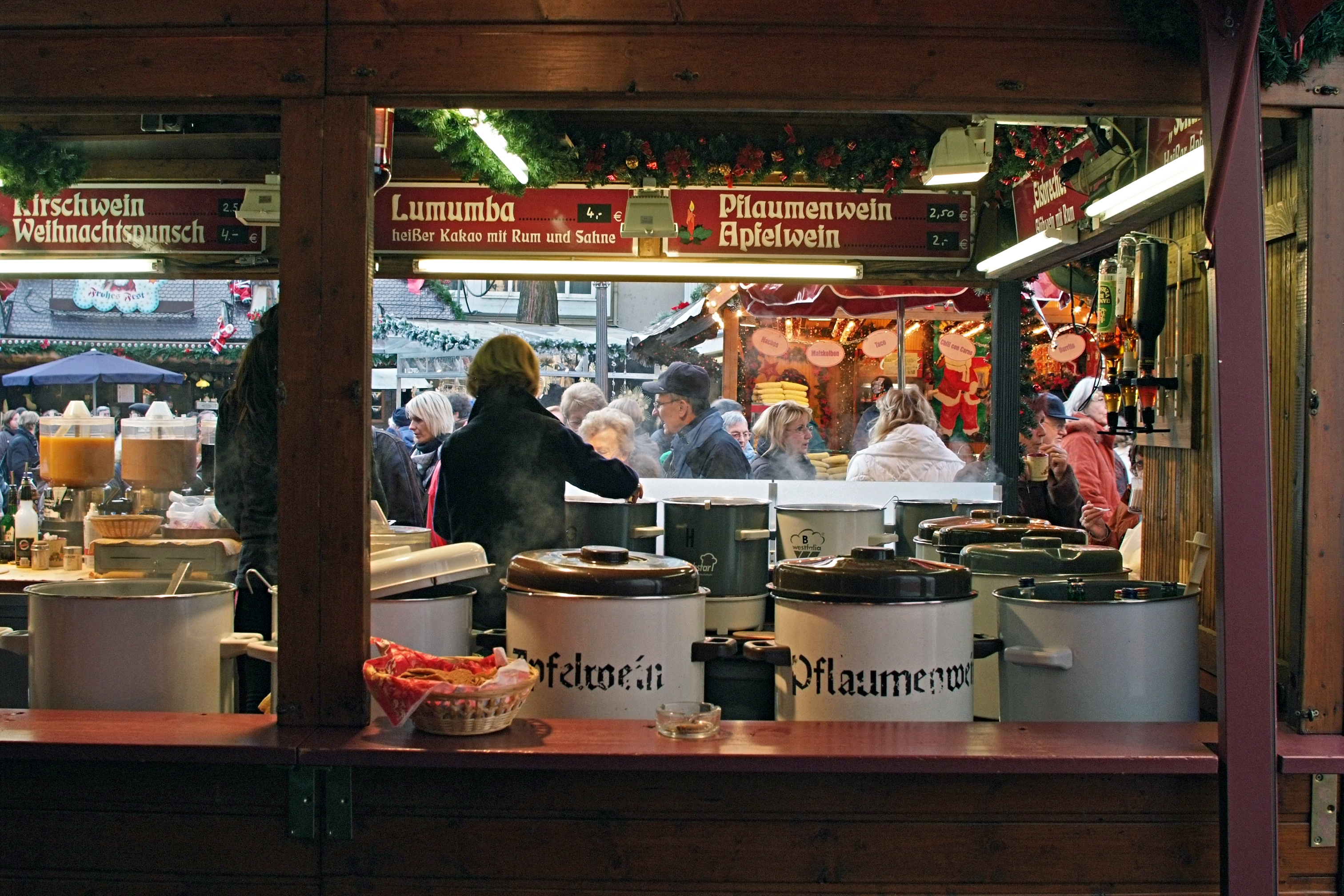
Пунш на рождественской ярмарке, 2009

Рождественский базар во Франкфурте состоит из более чем 200 киосков, которые простираются от Хауптвахе через Цайль, Либфрауэнберг, Нойе Краме, Паульсплац, Рёмерберг и Фартор до Майнкай. Стенды представляют собой красочную смесь из киосков с едой и столиков на открытом воздухе, киосков со сладостями и 6 детских каруселей. В центре внимания по-прежнему находятся торговые стенды с рождественскими товарами: предлагается широкий спектр: от изделий ручной работы в традициях Рудных гор до свечей, кукол, оловянных игрушек и современных или традиционных ёлочных украшений.
Выставка франкфуртских художников в Паульскирхе и Рёмерхаллене занимает постоянное место в программах рождественской ярмарки. На Рёмерберге возводится сцена для представлений. С 2012 года на Фридрих-Штольце-Плац, в кулуарах рождественской ярмарки, проводится «странное» «Розовое Рождество».
С 1995 года каждый год на ярмарке производят специальные рождественские керамические кружки, в которые наливают глинтвейн или горячий сидр. На кружках изображены меняющиеся франкфуртские мотивы: Рёмер, Старая опера, Паульскирхе, Франкфуртский собор и аватар Иоганна Вольфганга Гёте.

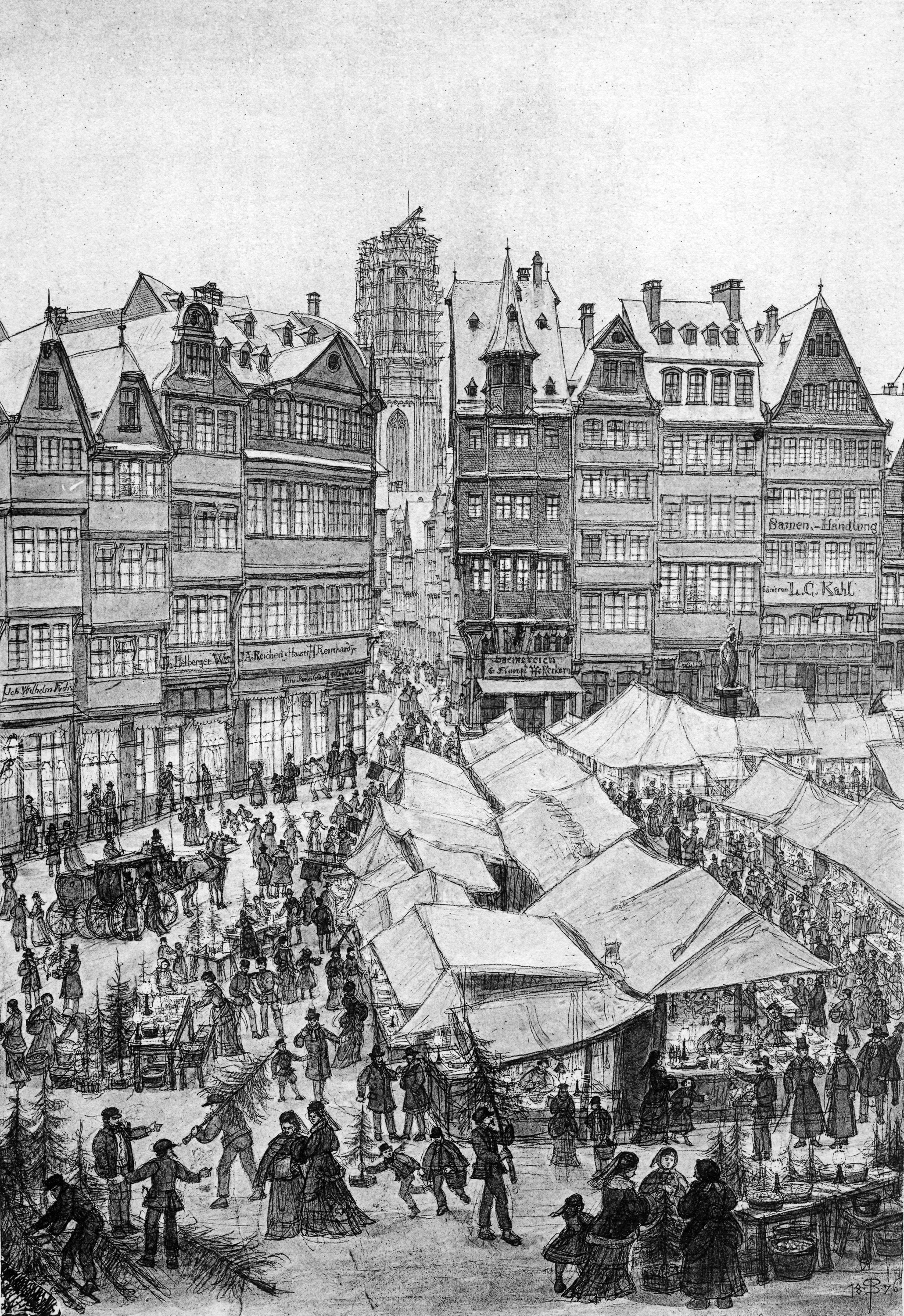
Рёмерберг во время рождественской ярмарки, 1876 год.
(Рисунок Питера Беккера)

Классические рождественские кондитерские изделия во Франкфурте включают Quetschemännsche, маленькие фигурки из орехов, чернослива и изюма, традиционные франкфуртские пряники Брентен (печенье из марципанового теста) и, прежде всего, Бетменхен (ещё один вид традиционного франкфуртского печенья).
Большой вертеп с фигурами в натуральную величину является центральным элементом ярмарки.

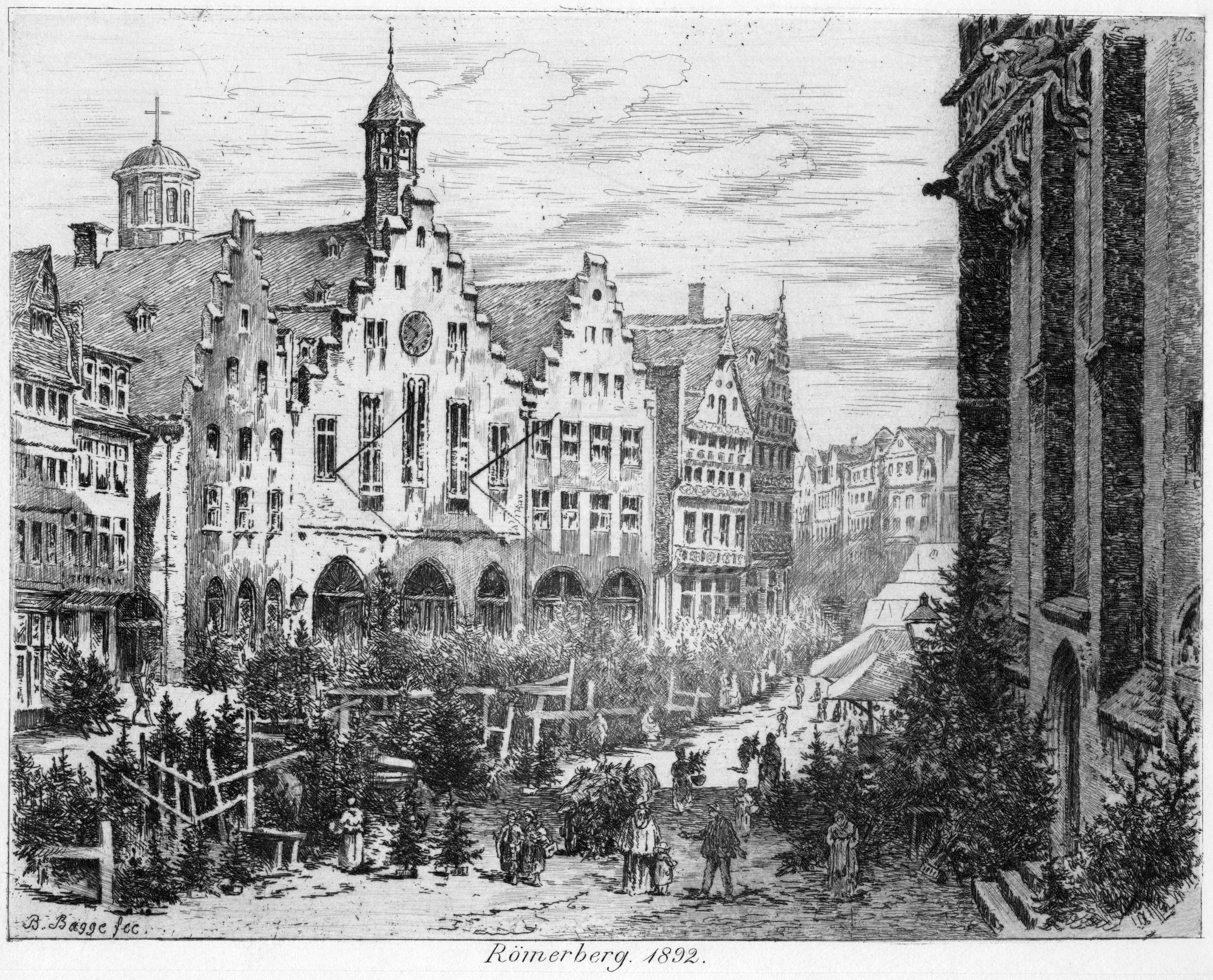
Распродажа рождественских ёлок на Рёмерберге в конце XIX века.
(Офорт Берты Багге, 1892)

## Филиалы франкфуртских Рождественских ярмарок в Великобритании
С 1990-х годов под эгидой франкфуртской рождественской ярмарки торги проводятся в нескольких городах Великобритании, самый крупный из них — в Бирмингеме, городе-побратиме Франкфурта. Имея более 80 рыночных прилавков и около 3,5 миллионов посетителей он претендует на звание крупнейшего в мире немецкого рождественского рынка за пределами немецкоязычных стран. С 2002 года Франкфуртские рождественские ярмарки также проводятся в других городах, включая Манчестер, Эдинбург и Лидс.